# Josef Kobr
Josef Kobr (9. září 1920 Kladno – 10. května 1999 Ostrava) byl český herec, režisér, kabaretní a estrádní komik, konferenciér a moderátor.

## Život
Po maturitě na kladenské reálce (1939) zahájil studium na ČVUT, obor kreslení a deskriptivní geometrie. Po násilném uzavření českých vysokých škol okupačními úřady se rozhodl studovat na pražské Umělecko-průmyslové škole, matčina přítelkyně, herečka Anna Prchalová, mu však zprostředkovala úspěšný konkurs v zájezdovém souboru Zdenky Sulanové ve veselohře Kotrmelce mládí. V roce 1940 nastoupil do holešovické Uranie, kde vystupoval v činoherních i operetních představeních.
Vzhledem k nejisté existenci souboru přijal angažmá v Českém divadle moravskoostravském (1941–1944), v letech 1944–1945 v Městském divadle Kladno a po osvobození jednu sezonu (1945–1946) v brněnském operetním souboru. Po krátkém působení v Jablonci nad Nisou se v únoru 1947 vrátil do Státního divadla v Ostravě, kde působil jako herec, režisér a šéf operety až do svého odchodu do důchodu (1989), pohostinsky pak do konce roku 1994.
V ostravském zpěvoherním souboru vytvořil na dvě stě postav a postaviček, úspěšně spolupracoval s krajskými studii Čs. rozhlasu a Čs. televize, kde moderoval řadu zábavných (včetně silvestrovských) pořadů, estrád, průřezů operetami a humorných setkání. Z jeho televizních a filmových rolí je patrně nejznámější hlavní role kapelníka ostravské hornické dechovky Leopolda Juřici v  televizním seriálu Dispečer scenáristy Jaroslava Dietla s písněmi a náznaky děje z operety Děvčátko z kolonie.
Jednalo se o výraznou ostravskou hereckou osobnost, jež proslula, mimo jiné, svým vypravěčským uměním a originální (ostravskou) lidovou komikou. Byl oceněn titulem zasloužilý umělec.

## Filmografie
- 1956 Dědeček automobil
- 1958 Tři přání
- 1959 Křižovatky
- 1962 Neklidnou hladinou
- 1963 Začít znova
- 1964 Strakatí andělé
- 1973 Hroch
- 1988 Kopytem sem, kopytem tam
- 1998 Stůj, nebo se netrefím

## Televize
- 1966 Inventura ve skříňce s líčidly (hudební pásmo) – role: průvodce pásmem
- 1970 Papá Offenbach (seriál)
- 1971–1972 Dispečer (seriál) – hlavní role: kapelník Leopold Juřiča
- 1973 Země úsměvů a snů aneb Hodný strýček Imre (hudební pásmo) - role: průvodce pásmem
- 1974 Košilka (komedie)
- 1978 Melodie bílého klavíru (film)
- 1984 Povstalecká história (seriál)
- 1990 U nás doma (seriál)
- 1991 Nález (film)
- 1992 Trocha šafránu z televizního archivu (pásmo hudebních pořadů) – role: moderátor pořadu – natočila: ČST Ostrava
- 1999 Hříšní lidé města brněnského (seriál)
- 2004 Trocha šafránu z televizního archivu (cyklus) – vzpomínkový pořad na Josefa Kobra